# Kozi Wierch
Der Kozi Wierch (deutsch: Gemsenberg) ist ein Berg in der Hohen Tatra mit einer Höhe von 2291 m n.p.m.und liegt in Polen. Damit ist er der höchste Berg, der sich ganz auf polnischem Gebiet befindet. Über seinen Gipfel führt der Höhenweg Orla Perć.

## Lage und Umgebung
Unterhalb des Gipfels liegen zwei Täler, die Dolina Kozia im Westen und die Dolina Pusta im Osten.
Vom Gipfel des Ödkarturm (Zamarła Turnia) wird der Gämsenberg durch die Kozia-Scharte (Kozia Przełęcz) getrennt, von der westlich gelegenen Schwarzwand (Czarne Ściany) durch den Bergpass Przełączka nad Dolinką Buczynową. Dazwischen liegen die Gipfel Gemsenmauer (Kozi Mur) und Buchentalwarte (Buczynowa Strażnica). Im Massiv liegt auch der Gipfel Gemsenbastei (Kozie Czuby).

## Etymologie
Der deutsche wie der polnische Name leitet sich von an den Hängen weidenden Gämsen ab. Geläufig war auch die Bezeichnung Czarne Ściany (deutsch: Schwarze Wände), die auf seine steilen Granithänge abstellte. Mittlerweile führt ein anderer Berg in der Nähe diesen Namen.

## Flora und Fauna
Trotz seiner Höhe besitzt der Gämsenberg eine bunte Flora und Fauna.

## Besteigungen
Erstbesteigungen:
- Sommer – Eugeniusz Janota und Maciej Sieczka 17. August 1867
- Winter – Mariusza Zaruskiego und Józefa Borkowski am 3. April 1907

Der Gipfel wurde jedoch mit Sicherheit von Bergleuten und Hirten bereits im 17. Jahrhundert bestiegen. 

## Tourismus

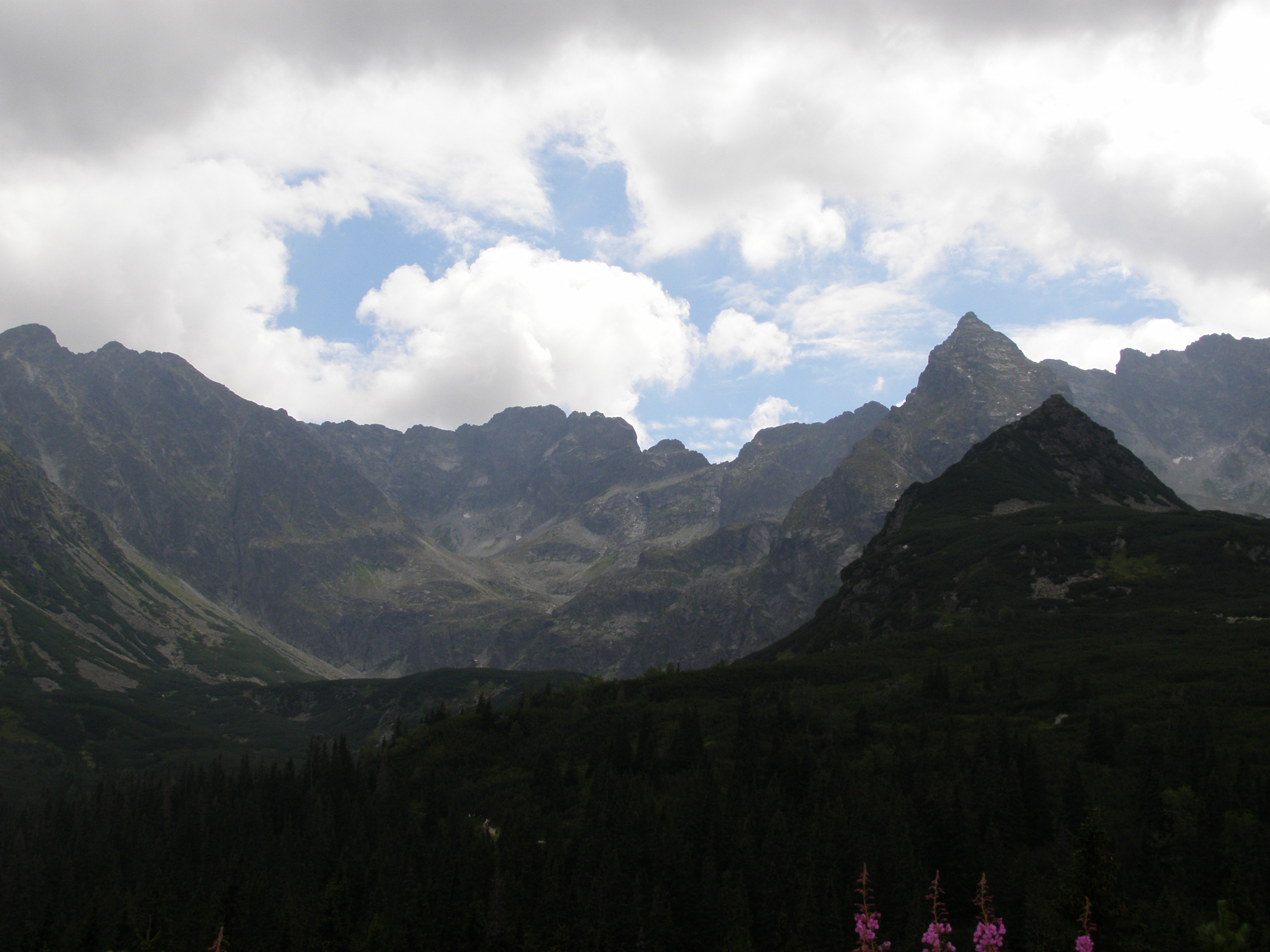
Blick vom Tal Dolina Gąsienicowa

Der Kozi Wierch ist bei Kletterern ein beliebter Gipfel. Seine 250 Meter hohen Steilhänge haben zahlreiche Kletterrouten.
Wanderer, die sich auf den Höhenweg Orla Perć wagen, müssen über den Gipfel gehen, der den höchsten Punkt des Höhenwegs darstellt. Der Gipfel ist auch aus dem Tal Fünfseental auf einem anspruchsvollen Wanderweg erreichbar.

### Routen zum Gipfel
Auf den Gipfel führen zwei Wanderwege: 
- ▬ Der rot markierte Höhenweg Orla Perć (Adlerweg) vom Bergpass Riegelscharte über den Gipfel auf den Bergpass Kreuzsattel. Als Ausgangspunkt für eine Besteigung des Höhenwegs eignen sich die Berghütten Schronisko PTTK Murowaniec sowie Schronisko PTTK w Dolinie Pięciu Stawów Polskich.

- ▬ Der schwarz markierte Wanderweg vom Bergsee Wielki Staw Polski im Tal Dolina Pięciu Stawów Polskich auf den Gipfel. Als Ausgangspunkt für eine Besteigung des Höhenwegs eignet sich die Berghütte Schronisko PTTK w Dolinie Pięciu Stawów Polskich.

## Belege
- Zofia Radwańska-Paryska, Witold Henryk Paryski, Wielka encyklopedia tatrzańska, Poronin, Wyd. Górskie, 2004, ISBN 83-7104-009-1.
- Tatry Wysokie słowackie i polskie. Mapa turystyczna 1:25.000, Warszawa, 2005/06, Polkart ISBN 83-87873-26-8.

## Panorama

Panorama vom Gipfel